# President McKinley's Speech at the Pan-American Exposition
Pour plus de détails, voir Fiche technique et Distribution.
President McKinley's Speech at the Pan-American Exposition est un film américain muet et en noir et blanc sorti en 1901.

## Synopsis
Une captation du discours de William McKinley à l'Exposition pan-américaine.

## Fiche technique
- Titre : President McKinley's Speech at the Pan-American Exposition
- Réalisation :
- Photographie : Blair Smith
- Société de production : Edison Manufacturing Company
- Pays :  États-Unis
- Genre : Documentaire
- Durée : 75 pieds
- Dates de sortie : 
  -  États-Unis : 21 septembre 1901